# Elatotrypes
Elatotrypes is een kevergeslacht uit de familie van de boktorren (Cerambycidae). De wetenschappelijke naam van het geslacht werd voor het eerst geldig gepubliceerd in 1919 door Fisher.

## Soorten
Elatotrypes is monotypisch en omvat slechts de volgende soort:
- Elatotrypes hoferi Fisher, 1919